# Анния Корнифиция Фаустина
Анния Корнифиция Фаустина (лат. Anna Cornificia Faustina; 123—152) — младшая сестра римского императора Марка Аврелия.

## Биография
Анния Корнифиция Фаустина родилась в 123 году в семье претора Марка Анния Вера и Домиции Луциллы. Рональд Сайм утверждал что часть её имени — Корнифиция — обусловлена желанием родителей показать высокое происхождение их семьи.
Вскоре после рождения Аннии Корнифиции Фаустины умер её отец, и она вместе с братом воспитывалась матерью и дедом по отцу, консулом Марком Аннием Вером. Перед замужеством она разделила с братом отцовское наследство.
Около 138 года Корнифиция вышла замуж за консула 146 года Гая Анниана Вера, происходившего из аристократического и влиятельного семейства Рима. Корнифиция родила супругу двоих детей: сына Марка Уммидия Квадрата Анниана (консул 167 года) и дочь Уммидию Корнифицию Фаустину (бабушка Аннии Аврелии Фаустины, третьей жены Гелиогабала).